# Sonic Temple (álbum de The Cult)
Sonic Temple es el cuarto álbum de estudio de la banda de hard rock británica The Cult. Fue publicado el 10 de abril de 1989.

## Producción
Tras la exitosa recepción y la gira de Electric (1987) junto a Metallica, The Cult se instalan en Los Ángeles donde contratan al productor Bob Rock que los lleva hasta Canadá para grabar Sonic Temple (1989), disco que marca el inicio de la relación de la banda con el productor, con quien volverán a trabajar en tres ocasiones más. En este trabajo continúan la línea hard rock iniciada en su anterior álbum, si bien en esta ocasión los temas se vuelven más largos, aunque igualmente contundentes. Para la grabación contaron con un nuevo batería de estudio, Mickey Curry. Fue, además, el último en el que intervino el bajista Jamie Stewart.
El álbum fue un rotundo éxito, llegó a posicionarse en el número 10 del Billboard 200 y a recibir el disco de platino en 1993. Contiene algunos de los temas más populares de la banda como Fire Woman, Sun King, Sweet Soul Sister o Edie (Ciao Baby) inspirado en Edie Sedgwick, musa de Andy Warhol y supuso la consagración definitiva de The Cult como una de las bandas más importantes del hard rock a nivel mundial.
La emblemática portada, representa a Billy Duffy con las piernas extendidas y el brazo derecho en alto a punto para rascar las cuerdas de su Gibson Les Paul y a su vez en el fondo de la portada, en rojo se puede apreciar la imagen de Ian Astbury sujetando un micrófono .

## Lista de canciones
Todos los temas escritos por Ian Astbury y Billy Duffy

| N.º | Título                     | Duración |  |
| 1.  | «Sun King»                 | 6:09     |  |
| 2.  | «Fire Woman»               | 5:11     |  |
| 3.  | «American Horse»           | 5:19     |  |
| 4.  | «Edie (Ciao Baby)»         | 4:46     |  |
| 5.  | «Sweet Soul Sister»        | 5:08     |  |
| 6.  | «Soul Asylum»              | 7:26     |  |
| 7.  | «New York City»            | 4:41     |  |
| 8.  | «Automatic Blues»          | 3:51     |  |
| 9.  | «Soldier Blue»             | 4:36     |  |
| 10. | «Wake Up Time for Freedom» | 5:17     |  |
| 11. | «Medicine train»           | 4:43     |  |

## Personal
- Ian Astbury – vocalista
- Billy Duffy – guitarra eléctrica
- Jamie Stewart – bajo
- Mickey Curry  – Batería